# Geokichla dohertyi
Geokichla dohertyi е вид птица от семейство Turdidae. Видът е почти застрашен от изчезване.